# Cryptocephalus elegantulus
Cryptocephalus elegantulus es una especie de insecto coleóptero de la familia Chrysomelidae.
Fue descrita científicamente en 1807 por Gravenhorst.